# Edona Llalloshi
Edona Llalloshi (* 26. Juli 1979 in Priština, SFR Jugoslawien, heute Kosovo) ist eine albanischsprachige Pop-Sängerin aus dem Kosovo.

## Biographie
Llalloshi begann früh, sich mit Musik zu beschäftigen. Sie besuchte zunächst eine musikalische Grund- und Mittelschulausbildung und absolvierte später ihre Studien an der Fakultät für Kunst an der Universität Pristina mit dem Schwerpunktfach Musik.
Llalloshi begann auch relativ früh damit, bei verschiedenen Sing-Wettbewerben, Festivals und Konzerten teilzunehmen. 1994 bekam sie die Auszeichnung Debitantja më e mirë ("Beste Debütantin") beim größten Musikfest Albaniens, dem Festivali i Këngës und im nächsten Jahr kam sie dort sogar bis ins Finale mit dem Song Kthemi ëndrrat. Weitere Siege an Festivals ebneten ihr ihre musikalische Karriere, so 1996 bei Show Fest, 1997 bei Zambaku i Prizrenit, 2002 bei Polifest, 2005 bei Kënga Magjike und wieder beim Festivali i Këngës.
Ihre Musik kann im Bereich der Popmusik eingeordnet werden, jedoch greift Llalloshi sehr oft auch albanische Elemente auf.
Nach drei Jahren erschien im Juni 2010 ihr sechstes Album mit dem Titel Dilema. Eine Woche später lancierte Llalloshi ein Video zu Romanca, einem Albumtitel.
Im März 2011 erschien zudem das Musikvideo für Dilema.

## Privates
Llalloshi ist mit dem Unternehmer Gazmend Fejzullahu aus Peć verheiratet. Das Paar hat ein gemeinsames Kind.

## Diskografie

### Alben
- 2010: Dilema
  - Romanca
  - Dilema
  - Hape zemrën
  - Unë e di
  - E vërtet
  - Spontanisht
  - Fati dhe vuajtja

### Singles (Auswahl)
- 1996: Mëkat i ëmbël dashuria
- 1998: Atdheut tim ushtar
- 2000: Mikja e parë
- 2002: Borxhi i dashurisë
- 2004: S'dua hiç
- 2006: Pikë në zemër
- 2007: Ditë për ditë
- 2004: BeatBox potpuri
- 2009: Gjenerata
- 2009: Thuaje me zë
- 2012: Hape Zemrën
- 2012: Hyn Ne Valle O Moj Kosovare